# Житомирський торговельно-економічний коледж
ВСП "Житомирський Торговельно-економічний фаховий коледж Державного торговельно-економічного університету" — структурний підрозділ Державного торговельно-економічного університету. 

## Історія
Розпочинає історію коледж ще від 1907 року, тоді у Житомирі відкрилося приватне восьмикласне комерційне училище, знаходився навчальний заклад у самому центрі міста на стиці вулиць Великої Бердичівської та Михайлівської.
В лютому 1962 року навчальний заклад реформували, утворивши на базі школи торгово-кулінарного учнівства житомирський технікум радянської торгівлі.
У 1974 році через нестачу площі будівлі було вирішено збудовати новий корпус, з 1978-1979 року навчання проходить за звичною нам адресою - Чуднівська 101.
У 1991 році згідно з наказом міністерства торгівлі УРСР №91, вже після здобуття Україною суверенітету, заклад було перейміновано у Житомирський комерційний технікум.
У 2011 році заклад змінив назву на Житомирський коледж ресторанно-туристичного бізнесу та торгівлі.
Від 2012 року коледж уходить до структури Державного торговельно-економічного університету (раніше Київський національний торговельно-економічний університет).
Внаслідок реорганізації Київського національного торговельно-економічного університету відбулись відповідні зміни у цьому структурному підрозділі і вже від 21 січня 2022 року  і до сьогодення згідно з наказом МОН України №43   заклад носить назву ВСП "Житомирський торговельно-економічний фаховий коледж Державного торговельно-економічного університету". 

## Структура
Навчальний процес у закладі забезпечують 8 циклових комісій:
- ЦК фізичного виховання, охорони праці та захисту України
- ЦК фінансово-економічних дисциплін
- ЦК правознавчих дисциплін
- ЦК технології і організації ресторанного та туристичного бізнесу
- ЦК сучасних європейських мов та літератур
- ЦК інформаційно-математичних дисциплін
- ЦК товарознавства та підприємництва
- ЦК гуманітарних та природничих дисциплін